# NGC 6442
NGC 6442 (również PGC 60844 lub UGC 10978) – galaktyka eliptyczna (E), znajdująca się w gwiazdozbiorze Herkulesa. Odkrył ją Albert Marth 2 czerwca 1864 roku.